# Colin Pittendrigh
Colin Stephenson Pittendrigh (13 octobre 1918 - 19 mars 1996) est un biologiste d'origine britannique qui passe la majeure partie de sa vie adulte aux États-Unis. Pittendrigh est considéré comme le "père de l'horloge biologique" et fonde le domaine moderne de la chronobiologie aux côtés de Jürgen Aschoff et Erwin Bünning. Il est connu pour ses descriptions minutieuses des propriétés de l'horloge circadienne chez la drosophile et d'autres espèces, et pour avoir fourni les premiers modèles formels de la façon dont les rythmes circadiens s'entraînent (se synchronisent) avec les cycles locaux lumière-obscurité.
Il obtient son diplôme de botanique de l'université de Durham (King's College) en 1940. Affecté au service en temps de guerre en tant que biologiste à Trinidad pendant la Seconde Guerre mondiale, il étudie la transmission du paludisme par les moustiques. Après la guerre, il fréquente l'université Columbia pour préparer son doctorat. Il rejoint ensuite la faculté de l'université de Princeton et commence ses recherches en chronobiologie. Il co-préside un projet d'exploration de Mars à la NASA de 1964 à 1966.
Le principe déterminant que Pittendrigh développe tout au long de sa carrière est que les propriétés de l'horloge circadienne sont indépendantes de celles des comportements qu'elle contrôle. Cela lui donne la liberté d'étudier l'horloge à travers une gamme de fonctions physiologiques allant de l'éclosion des mouches des fruits aux activités locomotrices des rongeurs. Il réalise une grande série d'expériences pour démontrer que la rythmicité circadienne est intrinsèque et indépendante des signaux environnementaux. Il mène un débat célèbre et prolongé avec Frank Brown, de l'université Northwestern, sur la question de savoir si le chronométrage circadien est intrinsèque ou environnemental. Les données et l'argument de Pittendrigh prévalent finalement et suscitent l'intérêt pour la chronobiologie.
Pittendrigh est décédé d'un cancer le 19 mars 1996 à son domicile de Bozeman, dans le Montana. Il est considéré comme l'une des personnalités les plus influentes dans le domaine, et ses recherches influencent le domaine de la chronobiologie même après sa mort. La Society for Research on Biological Rhythms organise des conférences biennales nommées en l'honneur de Pittendrigh et Aschoff.

## Biographie
Colin Pittendrigh est né à Whitley Bay, sur la côte du Northumberland (aujourd'hui Tyne and Wear) le 13 octobre 1918. Il obtient son premier diplôme en botanique en 1940 à l'Université de Durham, aujourd'hui Université de Newcastle upon Tyne.

### Jeunesse
Pittendrigh est un objecteur de conscience et donc pendant la Seconde Guerre mondiale, il est affecté au service en temps de guerre pour essayer d'améliorer la production de bananes et d'autres fruits qui sont expédiés au Royaume-Uni pendant la guerre. Il travaille aussi comme biologiste pour la Fondation Rockefeller et le gouvernement de Trinidad pour contrôler le paludisme près des bases militaires là-bas. Il étudie l'épidémiologie du paludisme transmis par les moustiques se reproduisant dans les broméliacées épiphytes ("réservoirs" formés par des feuilles qui se chevauchent) dans la canopée forestière. Il fait des observations précises sur la distribution des broméliacées dans les couverts forestiers et entre des formations forestières contrastées. Il observe des rythmes quotidiens dans les schémas d'activité des moustiques, notant en particulier que les heures d'activité maximale sont différentes pour différentes espèces à différents niveaux de canopée. Son travail avec les rythmes de piqûre de ces moustiques est à l'origine du développement de son intérêt pour les rythmes biologiques, qui conduit ensuite à ses études expérimentales sur le rythme d'éclosion chez la drosophile.
Pittendrigh épouse Margaret "Mikey" Dorothy Eitelbach pendant la guerre. Peu de temps après, ils déménagent à Trinidad et vivent dans la forêt tropicale, où Pittendrigh travaille sur la lutte contre le paludisme dans le cadre de l'effort de guerre. Il retourne aux États-Unis en 1945. Margaret et Colin ont deux enfants, Robin Rourk et Colin Jr. Pittendrigh.

### Carrière académique
Après la guerre, Pittendrigh fréquente l'université Columbia pour préparer son doctorat sous la direction du généticien évolutionnaire Theodosius Dobjansky. Quand il termine à Columbia en 1947, il rejoint la faculté de Princeton en tant que professeur adjoint de biologie où il commence ses travaux concernant les rythmes circadiens. Pendant son séjour à Princeton, il obtient la citoyenneté américaine en 1950 et est doyen des études supérieures de 1965 à 1969,. Pittendrigh siège également à divers conseils scientifiques nationaux, dont le comité consultatif scientifique auprès de l'administrateur de la National Aeronautics and Space Administration (NASA).
En 1969, Pittendrigh quitte Princeton pour rejoindre la faculté de Stanford où il participe à la création du programme de biologie humaine et devient plus tard le directeur de la Hopkins Marine Station. Alors qu'il est directeur de la station marine de Hopkins en 1976-1984, Pittendrigh est crédité d'avoir aidé à reconstruire le laboratoire de biologie marine centenaire de Stanford, en y apportant la biologie moléculaire moderne, l'écologie et la biomécanique, et en transformant la station en un centre de renommée internationale" .
Pittendrigh prend sa retraite de Stanford en 1984 et déménage à Bozeman, Montana. Il y poursuit ses études sur les horloges biologiques, travaillant avec la faculté et donnant des conférences à l'Université d'État du Montana - Bozeman.

### Amitié avec Jürgen Aschoff
Pittendrigh rencontre Aschoff en 1958 lors de sa première visite aux États-Unis. Pittendrigh a étudié le taux d'éclosion des mouches des fruits, tandis qu'Aschoff a étudié le rythme circadien continu des oiseaux, des mammifères et des humains. Ils parviennent à deux conclusions différentes du modèle d'entraînement, Aschoff soutenant un concept d'entraînement paramétrique (entraînement progressif tout au long de la journée) et Pittendrigh soutenant un concept d'entraînement non paramétrique (l'entraînement est soudain et une fois par jour). Malgré des points de vue opposés, Aschoff et Pittendrigh restent des amis proches et ils ont un échange intense de notes et d'idées tout au long de leur vie. Leurs recherches sont décrites par Serge Daan comme "toujours en harmonie, jamais en synchronie".

## Carrière scientifique

### Recherche sur le paludisme et la population de moustiques à Trinidad (1939-1945)
Pendant la Seconde Guerre mondiale, Pittendrigh est envoyé à Trinidad pour aider à cultiver des légumes pour la campagne nord-africaine et concevoir des méthodes pour aider à contrôler le paludisme qui frappe les troupes là-bas. Il y fait d'importantes découvertes sur les habitudes de reproduction des moustiques et leur besoin de réservoirs d'eau de broméliacées pour se reproduire. Pittendrigh trouve une solution ingénieuse pour contrôler la population de moustiques. Puisqu'ils se reproduisent dans les réservoirs d'eau collectés sur ces plantes, l'élimination des réservoirs détruit la population de moustiques. La pulvérisation d'une solution de sulfate de cuivre (CuSO4) (non toxique pour l'homme) sur les broméliacées les tuent et détruit le milieu de reproduction des moustiques. En plus de ses recherches sur le paludisme, les études de Pittendrigh sur les rythmes d'activité quotidienne des moustiques suscitent son intérêt pour les horloges biologiques, un sujet qu'il poursuit plus tard à Princeton.

### Premières recherches sur la drosophile et la modélisation de l'entraînement (1947-1967)
Pittendrigh joue un rôle important dans l'établissement de nombreux critères clés qu'un système biologique doit avoir pour être considéré comme une horloge biologique. Son travail étudiant les rythmes d'éclosion (le processus d'un insecte émergeant de son stade de pupe) de Drosophila pseudoobscura démontre que 1) les rythmes d'éclosion persistent sans signaux environnementaux (c'est-à-dire dans des conditions constantes), 2) contrairement à la plupart des réactions chimiques, la période d'éclosion reste relativement constant lorsqu'il est exposé à des changements de température ambiante ("compensation de température") et 3) les rythmes d'éclosion peuvent être entraînés par des cycles lumineux proches de la période naturelle des mouches (τ).
À partir de 1958, Pittendrigh développe le concept de la courbe de réponse de phase ou PRC. Le PRC permet aux chronobiologistes de prédire comment un système biologique serait affecté par un changement de son programme d'éclairage. Les PRC, détectés presque simultanément dans les laboratoires de Pittendrigh et de Woody Hastings, servent de base au modèle d'entraînement non paramétrique qui est proposé peu après par Pittendrigh. Ce modèle non paramétrique d'entraînement prédit que la différence entre une période environnementale (T) et la période intrinsèque d'un organisme (τ) est corrigée instantanément chaque jour lorsque la lumière tombe à une phase particulière (φ) du cycle où un déphasage (Δφ) égal à cette différence est générée. Cela se traduit par l'expression : Δφ(φ)= τ - T .
Bien que le PRC ait été inestimable pour comprendre l'entraînement, il existe plusieurs problèmes notables avec le modèle. La PRC, bien que précise pour décrire les rythmes d'éclosion de la drosophile, a du mal à prédire divers aspects de l'entraînement des mammifères. La compression des intervalles subjectifs de jour ou de nuit chez les mammifères entraîne des changements d'activité qui ne sont pas prédits par la PRC. Il est montré plus tard que ces différences sont partiellement dues au fait que τ et la PRC sont des entités malléables modifiables par entraînement. Pittendrigh lui-même reconnait que son modèle d'entraînement est basé sur la simplification et ne peut pas modéliser avec précision tous les cas d'entraînement. Cependant, ce modèle contribue à approfondir notre compréhension de l'entraînement et est largement utilisé aujourd'hui pour enseigner le concept d'entraînement non paramétrique.
L'ami proche de Pittendrigh, Aschoff, propose un modèle paramétrique d'entraînement contrasté dans lequel il propose que la lumière allonge ou raccourcisse la période endogène (τ) tout en modifiant la ligne de base de l'oscillation. Ce modèle paramétrique suggère que la lumière peut affecter la période d'oscillation circadienne et modifier la forme - ou la forme d'onde - et le niveau autour duquel l'oscillation se déplace. Alors que le modèle d'entraînement continu d'Aschoff est largement abandonné, il est important de se rappeler que les contributions d'Aschoff ont aidé à combler et à expliquer les lacunes du modèle d'entraînement non paramétrique de Pittendrigh, qui est maintenant largement enseigné et accepté.

### Travail avec la NASA
En 1964-65, Pittendrigh copréside le comité de l'Académie nationale sur l'exploration de Mars avec Joshua Lederberg, pour enquêter sur l'existence de la vie sur Mars. Le projet est mené à l'Université de Stanford et à l'Institut Rockefeller de New York, commençant à l'été 1964 et se terminant en octobre 1965. Au cours de la même période, il reçoit une bourse d'exobiologie de la NASA pour ses recherches sur "les rythmes circadiens sur un biosatellite et sur Terre" qui étudie comment être en orbite peut affecter les rythmes circadiens (bien qu'il ne soit pas clair sur quels organismes il a étudié, et aucune publication ultérieure n'a pu être trouvée sur cette étude). Pittendrigh est également impliqué dans le panel anti-contamination du Comité international de la recherche spatiale (COSPAR) qui traite du risque de contamination de Mars par la vie de la Terre et de détruire ainsi la possibilité pour l'homme de savoir si la vie s'est développée spontanément sur Mars. En 1966, Pittendrigh co-écrit Biology and the Exploration of Mars: Report of a Study, qui décrit les résultats de l'étude d'exobiologie de 1964-65.

### Recherche sur le stimulateur circadien des rongeurs nocturnes (1973)
Pittendrigh et Daan publient une série de cinq articles rapportant leurs découvertes sur les propriétés des stimulateurs circadiens des rongeurs nocturnes. Ci-dessous quelques découvertes majeures :
Système à une impulsion Au lieu de faire briller la lumière sur les rongeurs pendant une longue période continue (par exemple 12 heures) pour représenter le "jour", Pittendrigh montre qu'une impulsion lumineuse de 15 minutes pendant la nuit subjective est suffisante pour provoquer un déphasage chez les animaux. Cela prend en charge la propriété non paramétrique de l'horloge circadienne.
Différences interspécifiques et intraspécifiques dans les réponses aux impulsions lumineuses (c. retarde la phase plus souvent pour s'entraîner à l'heure locale (24h). L'inverse est vrai pour les rongeurs avec une période plus courte (τ). Son implication sur la vie réelle est que la plupart des organismes diurnes, y compris les humains, ont des périodes de plus de 24 heures ; ils ont donc tendance à avoir une plus grande zone d'avance dans leur PRC. Les animaux nocturnes, en revanche, ont souvent des périodes inférieures à 24 heures ; ils ont donc une zone de retard plus grande.
Système à deux impulsions (ou photopériode squelette) Pour tester l'effet du photopériodisme (c'est-à-dire faire varier la durée de la journée), Pittendrigh et Daan inventent le système à deux impulsions, avec un flash à l'aube et un autre flash au crépuscule, et modifier l'intervalle entre les 2 impulsions lumineuses pour imiter l'évolution des photopériodes. Lorsque la photopériode (c'est-à-dire la journée) dépasse 12 heures, un saut de phase (également appelé saut ψ, où ψ est l'angle de phase d'entraînement) se produit, où l'activité nocturne d'origine passe à la journée maintenant plus longue, et ψ change brusquement depuis l'horloge traite maintenant la deuxième impulsion lumineuse comme l'apparition de la lumière et le début de la journée. Néanmoins, dans la nature où la photopériode est complète (c'est-à-dire que la lumière brille constamment tout au long de la journée), le saut de ψ n'est pas observé. Cela confirme le modèle d'Aschoff de l'effet paramétrique de la lumière.
Modèle à double oscillateur Sous une lumière constante et une intensité lumineuse élevée, Pittendrigh observe l'activité locomotrice de hamsters divisés en deux parties, chacune ayant sa propre période. Il propose ainsi le modèle à double oscillateur E&M (Evening and Morning). Normalement, les deux oscillateurs sont couplés l'un à l'autre et génèrent la période de fonctionnement libre intermédiaire qui est ce que nous mesurons habituellement. Cependant, sous une intensité lumineuse élevée constante, les deux oscillateurs se découplent, et chacun tourne librement avec sa propre période, jusqu'à ce qu'ils soient stabilisés à 180° l'un de l'autre ou se recouplent à nouveau. Leur influence mutuelle est d'autant plus grande que leurs pics d'activité sont plus rapprochés. Le modèle prend en compte quantitativement τ et α résumés dans la règle d'Aschoff, et les effets secondaires sur la période de course libre sont prédits à partir de l'historique clair-obscur antérieur.
Au fur et à mesure que la technologie de la biologie moléculaire progresse, les chercheurs trouvent de nombreuses preuves moléculaires du modèle à double oscillateur E&M. Par exemple, les expériences de cellules productrices de PDF (pigment dispersing factor) chez la drosophile montrent que le PDF est suffisant pour générer une activité matinale, tout en n'ayant aucun effet sur le pic du soir. Chez les mammifères, alors que le hamster normal montre des SCN (noyau suprachiasmatique) (le principal stimulateur circadien chez les mammifères) sur les 2 côtés étant en phase l'un avec l'autre, le hamster divisé montre que le SCN est en antiphase l'un avec l'autre. Les recherches en cours tentent de caractériser l'oscillateur du soir et d'étudier les interactions entre les oscillateurs E&M.

### Recherche ultérieure (1989)
La dernière partie des recherches de Pittendrigh est consacrée à l'étude de la dépendance à la température des réponses photopériodiques chez la drosophile. Ce travail est crucial dans le développement de la courbe de réponse photo-périodique (PPRC), une courbe de réponse de phase qui tient compte des changements saisonniers de la durée du jour lors de la description de l'entraînement. Il propose un autre modèle d'oscillateur double, dans lequel l'oscillateur principal est sensible à la lumière et l'oscillateur secondaire est sensible à la température. Ce modèle explique ses observations de voir des réponses d'entraînement significatives à une photostimulation variable et de voir des réponses atténuées, mais toujours significatives, aux changements de température. Pittendrigh collabore également avec Knopka sur l'étude de la drosophile par mutants (qui ont génétiquement des périodes intrinsèques plus longues ou plus courtes en raison de la mutation du gène par) et de leurs différentes réponses d'entraînement aux stimuli de température et de lumière. Les permutants ont une dépendance à la température altérée, ce qui suggère que l'activité de l'oscillateur de température chez les mutants est réduite par rapport au type sauvage. Ceci est une autre preuve qui soutient le système de modèle double température-lumière.
Il est membre de l'Académie nationale des sciences, de l'Académie américaine des arts et des sciences, de la Société américaine de philosophie. Il est Boursier Guggenheim , reçoit le prix de recherche Humboldt, la médaille d'or de l'Académie tchèque des sciences. Il est président de la Société américaine des naturalistes et vice-président de l'Association américaine pour l'avancement des sciences.